# Ràdio per satèl·lit
La ràdio per satèl·lit és un servei de ràdio que s'emet des dels satèl·lits, principalment als cotxes, amb la transmissió de senyals a nivell nacional i internacional, a través d'una àrea geogràfica molt més àmplia que les estacions de ràdio terrestres i amb un so de major qualitat. Sol estar disponible per subscripció, majoritàriament sense anuncis comercials, i ofereix als subscriptors més estacions i una varietat més àmplia d'opcions de programació que la ràdio terrestre. Va ser primerament instal·lada a la Space Foundation, Space Technology Hall of Fame l'any 2002.

## Estats Units
Sirius Satellite Radio va ser fundada per Martine Rothblatt, David Margolese i Robert Briskman. Al juny de 1990, la companyia de petxinade Rothblatt, Satèl·lit CD Ràdio, Inc., va sol·licitar a la Comissió Federal de Comunicacions (FCC) que assignés noves freqüències per a satèl·lits, per poder transmetre so digital a cases i automòbils. La companyia va identificar i va argumentar a favor de la utilització de la banda S de freqüències, que la FCC posteriorment va decidir assignar a la radiodifusió sonora digital.
L'abril del 1992, Rothblatt va renunciar com CEO de Satélite Ràdio CD5 i l'antic enginyer de la NASA Robert Briskman, qui va dissenyar la tecnologia per satèl·lit de la companyia, va ser nomenat president i director general. Sis mesos més tard, el cofundador de Rogers Wireless, David Margolese, que havia proporcionat suport financer a l'empresa, va adquirir el control de la companyia i va succeir al Briskman. Margolese, que renombrà l'empresa com Ràdio CD, va passar els següents cinc anys pressionant a la FCC perquè la ràdio per satèl·lit fos desplegada i els cinc anys següents va aconseguir recaptar 1,6 mil milions de dòlars, que va utilitzar per construir i llançar tres satèl lits en òrbita el·líptica des del Kazakhstan al juliol de 2000. El 1997, després que Margolese havia obtingut l'aprovació de regulació i "creat de fet la indústria", la FCC també va vendre una llicència a l'American Mobile Radio Corporation (en català, Corporació de Ràdio Mòbil Americana), que va canviar el seu nom a XM Satellite Radio a l'octubre de 1998. XM va ser fundada per Lon Levin i Gary Parsons, qui va exercir com a president fins a novembre del 2009.
En aquest punt de la història, aquesta indústria va augmentar potencialment: grans empreses estaven interessades en el negoci i es veien compres i ventes milionàries. Ràdio CD va comprar la seva llicència per 83.300.000 dòlars, i Amèrica Mòbil Ràdio Corporation va comprar la seu per 89,9 milions de dòlars. Digital Satellite Broadcasting Corporation i Primosphere no van tenir èxit en les seves ofertes per les licències. Sky Highway Ràdio Corporació també havia expressat el seu interès a crear una ràdio de xarxa per satèl·lit, abans de ser adquirida per ràdio CD el 1993 per 2 milions de dòlars al novembre de 1999, Margolese va canviar el nom de ràdio CD pel de ràdio per satèl·lit Sirius. Però va ser al novembre de 2001 quan Margolese va renunciar com CEO, quedant com a president fins a novembre de 2003, amb l'emissió d'una declaració de Sirius donant-li les gràcies "per la seva gran visió, el lideratge i la dedicació a la creació tant de Sirius, com de la indústria de la ràdio per satèl·lit ".
El primer satèl·lit de XM va ser llançat el 18 de març de 2001 i el segon el 8 de maig de 2001. La seva primera emissió es va produir el 25 de setembre de 2001, gairebé quatre mesos abans que Sirius. Sirius va llançar la fase inicial del seu servei en quatre ciutats el 14 de febrer de 2002, expandint a la resta dels Estats Units continentals l'1 de juliol de 2002. Les dues companyies van gastar més de 3000 milions de dòlars per desenvolupar la tecnologia de la ràdio per satèl·lit, construir i llançar els satèl·lits, i per a altres despeses del negoci. Dient que la ràdio per satèl·lit seria l'única forma de ràdio que podria sobreviure, Sirius i XM van anunciar la seva fusió el 19 de febrer de 2007, convertint-se en Sirius XM Radio. La FCC aprovà aquesta fusió el 25 de juliol del 2008, arribant a la conclusió que no era un monopoli, degut principalment a la competència d'Internet àudio-streaming.

## Canadà
Ràdio per satèl·lit XM va ser llançat al Canadà el 29 de novembre del 2005. Sirius va seguir-lo dos dies més tard, l'1 de desembre del 2005. Sirius Canadà i XM Ràdio Canadà van anunciar la seva fusió en Sirius XM Canadà el 24 de novembre de 2010 i va ser aprovada per la Ràdio-televisió i Telecomunicacions del Canadà el 12 d'abril del 2011.

## Àfrica, Àsia i Europa
WorldSpace va ser fundada per l'advocat nascut a Etiòpia, Noé Samara, a Washington, DC, al 1990, tenint com a objectiu fer programes de ràdio per satèl·lit a disposició dels països en desenvolupament. El 22 de juny del 1991, la FCC va donar permís a WorldSpace per llançar un satèl·lit per oferir programació digital d'Àfrica i l'Orient Mitjà. WorldSpace va començar primer l'emissió de ràdio per satèl·lit l'1 d'octubre de 1999, a África. Índia, en última instància, comptaria amb més del 90% de la base de subscriptors de WorldSpace. El 2008, WorldSpace va anunciar plans per entrar a Europa, però aquests plans es van deixar estar quan l'empresa es va acollir al Capítol 11 de la Constitució dels Estats Units al novembre de 2008. El març de 2010, la companyia va anunciar que faria seus dos satèl·lits més (un serveix Àsia, l'altre va servir Àfrica). Liberty Media, que posseeix el 50% de Sirius XM Ràdio, havia considerat la compra dels actius de WorldSpace, però les negociacions entre les empreses no van funcionar.

## Característiques i funcionament
La tecnologia de ràdio per satèl·lit permet a les emissores de ràdio emetre únicament gràcies a través de satèl·lits, cosa que els permet cobrir una zona geogràfica més àmplia que les que poden cobrir les estacions de ràdio terrestre. Només la trobem implantada i consagrada als Estats Units, on resulta més rendible que altres tipus de ràdio, ja que la població que trobem en aquell país està molt dispersa dins una superfície a cobrir molt àmplia.
Generalment la ràdio per satèl·lit es troba disponible per subscripció, oferint una gran quantitat de canals sense anuncis comercials. Sol transmetre senyals a nivell nacional i internacional, amb una cobertura geogràfica molt més àmplia que les estacions de ràdio terrestres, doncs els subscriptors disposen de més estacions i més varietat que programes de ràdio terrestres.
Des del punt de vista econòmic, la ràdio per satèl·lit només té sentit quan es vol cobrir una zona geogràfica àmplia, que ocupi milers de quilòmetres, i que albergui una població dispersa en ella, com passa als Estats Units (com dèiem anteriorment). En aquestes circumstàncies, perquè la ràdio FM aconsegueixi una àmplia cobertura seria necessari instal·lar una xarxa extensa d'antenes repetidores, cosa que implica un alt cost econòmic; en aquest tipus de casos, la ràdio per satèl·lit sempre sortirà més rendible. En canvi, en altres països, la població es troba més concentrada i és més senzill donar cobertura a un gran nombre d'oients amb un nombre reduït d'antenes, cosa que fa que la ràdio per satèl·lit sigui pràcticament desconeguda i s'inverteix en la ràdio digital (DAB) en comptes d'en satèl·lits.
Als Estats Units la ràdio per satèl·lit és molt reeixida, ja que a canvi d'una subscripció mensual, els subscriptors obtenen tot tipus de programes sense anuncis comercials: debats, notícies, esports, música... amb una alta qualitat propera a la del CD. La difusió s'estén per tot el territori, de tal manera que els oients puguin escoltar les seves emissores preferides a qualsevol part del país.
Es subscriptors de ràdio per satèl·lit compren un receptor i paguen una quota de subscripció mensual per escoltar la programació, que poden escoltar a través de receptors domèstics de sobretaula, receptors portàtils o receptors incorporats als automòbils.
Les estacions terrestres transmeten la senyal als satèl·lits que orbiten al voltant de la Terra, els quals envien la senyal de tornada als receptors de ràdio en vehicles i zones domèstiques. Aquesta senyal conté les emissions codificades, justament amb les metadades que porten informació sobre cada programa específic. Les senyals són descodificades i reproduïdes pels receptors de ràdio, que, a més, visualitzen la informació addicional. A les zones urbanes, s'instal·len repetidors terrestres que permeten mantenir la cobertura quan la senyal del satèl·lit sigui bloquejada.
La ràdio per satèl·lit necessita receptors específics, cosa que fa que les emissions de ràdio per satèl·lit no siguin compatibles amb els receptors FM; és necessari disposar d'un aparell receptor especial.
Existeixen dos variants de receptors: els domèstics i els portàtils (s'utilitzen majoritàriament pel cotxe). Als Estats Units molts fabricants d'automòbils inclouen opcionalment als seus vehicles un receptor de ràdio per satèl·lit integrat, amb uns mesos de subscripció gratis per captar nous clients. Els receptors portàtils són semblants a un reproductor MP3 o un smartphone i disposen de memòria per emmagatzemar programa de ràdio gravats.